# Giraffe van De Medici

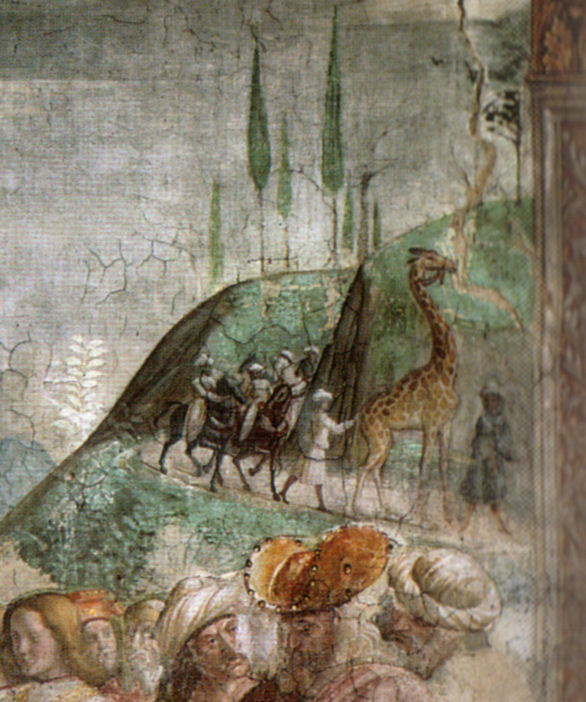
Giraffe, detail van De Aanbidding der Wijzen. Domenico Ghirlandaio

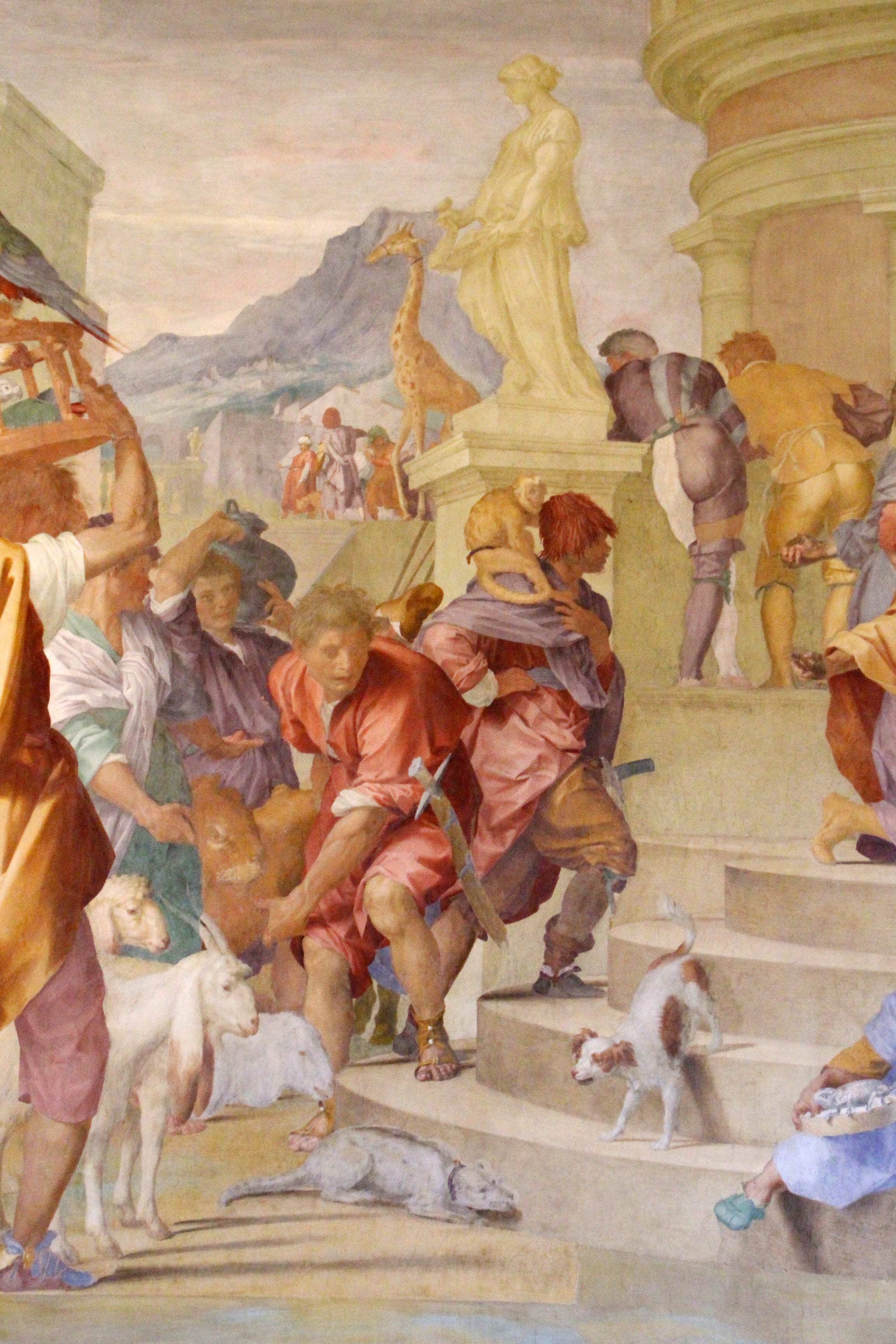
Giraffe, detail van Huldiging van Julius Caesar. Andrea del Sarto. In de familievilla De' Medici in Poggio a Caiano

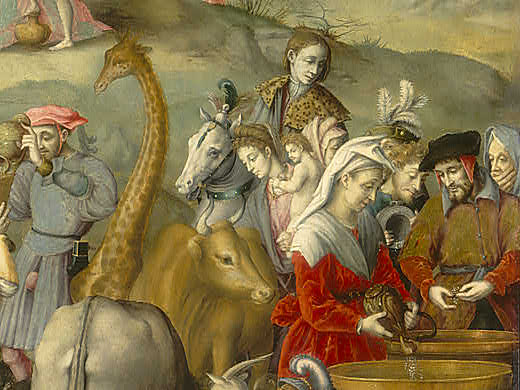
Giraffe, detail van Het verzamelen van het manna. Door Francesco Bacchiacca.

De giraffe van De’ Medici was een giraffe die Mohamed Ibn-Mahfuz ten geschenke gaf aan Lorenzo I De Medici uit de heersende familie De Medici in de Florentijnse Republiek. Ibn-Mahfuz was de ambassadeur van Sayf al-Dīn Qāytbāy al-Maḥmūdī, in het Westen ook bekend als Qaytbay (1416-1496), die een mammeluk sultan was van Egypte. 
De schenking vond plaats op 18 november 1487 in Florence, de hoofdstad van Toscane. 

## Geschenk
Egypte zocht steun bij de De' Medici’s en bezorgden hen daarom dit uitzonderlijk geschenk. De sultan had geld nodig in zijn oorlog tegen de Ottomanen.
Anderzijds had Lorenzo, bijgenaamd Lorenzo il Magnifico, zich het idee gevormd om, net zoals Julius Caesar, indruk te maken op de bevolking. De opgezette giraffen uit zijn collectie waren daarom onvoldoende. In 46 voor Christus vierde Julius Caesar zijn triomf in Egypte door naar Rome terug te keren met meerdere exotische dieren. Het belangrijkste dier was een giraffe, de eerste die ooit in Europa gezien werd. De Romeinen zochten een woord voor dit dier en noemden het camelopardalis, omdat het zowel geleek op een kameel als een luipaard. Caesar liet de giraffe aan stukken rijten door hongerige leeuwen in de arena. Door zo’n zeldzaam dier op te geven, slaagde Caesar erin zijn macht te vertonen. Lorenzo volgde Caesar niet op dit laatste punt want hij liet het dier niet doden. Integendeel, Lorenzo meende zijn reputatie nog meer te vergroten door de giraffe te beloven aan Anna van Beaujeu, regentes van het koninkrijk Frankrijk met de bijnaam Madame la Grande. 

## Volkstoeloop
Reeds bij aankomst in Florence zorgde de giraffe voor een volkstoeloop (1487). De Florentijnen hadden al opgezette giraffen gezien in de kunstcollectie van De' Medici’s doch nu liep er een levend exemplaar door de hoofdstad. Naar aangenomen was dit de eerste levende giraffe in Toscane sinds het einde van het West-Romeinse keizerrijk. 
Lorenzo had stallingen laten bouwen, zowel in de familiale villa in Poggio a Caiano als aan het stadspaleis in Florence. De stallen waren verwarmd om de giraffe te beschermen tegen de vochtige winters in Florence.  Twee maanden later, op 2 januari 1488, viel de giraffe met haar nek tussen de balken van de stal, brak haar nek en stierf. Anna van Beaujeu was misnoegd omdat ze niets kreeg. In datzelfde jaar 1488 zette koning Lodewijk XII haar opzij en besteeg de troon.

## Artistieke gevolgen
Kunstenaars die in Florence voor De' Medici werkten of kort nadien, voegden een giraffe toe op hun schilderij. 
- Domenico Ghirlandaio schilderde een giraffe bij De Aanbidding der Wijzen, dat hij aan het schilderen was in de Tornabuoni-kapel in de basiliek Santa Maria Novella. De giraffe daalt aan de rechterzijde van het schilderij de heuvel af.
- Giorgio Vasari voegde een giraffe toe op het schilderij waarin Lorenzo Il Magnifico gehuldigd wordt door ambassadeurs. Dit bevindt zich in de Sala di Lorenzo in het Palazzo Vecchio.
- Piero di Cosimo voegde een giraffe toe aan zijn schilderij Vulcano ed Eolo maestri dell’umanità, te zien in de National Gallery in Ottawa.
- Jacopo Ligozzi schilderde een Arabische kapitein met een giraffe op glas: Capitano degli Arabi di Barberia e giraffa. Privé-collectie.
- Andrea del Sarto schilderde een giraffe op zijn werk Huldiging van Caesar. Dit is een fresco in de villa van De Medici’s in Poggio a Caino.
- Nog bij deze familievilla bouwden leerlingen van Niccolò Tribolo (1497-1550) de Grotta degli animali of de Grot der dieren. Dit is een grot in de tuin. Een giraffe staat ertussen.
- Francesco Bacchiacca schilderde op de La Raccolta della manna of Het verzamelen van het manna een giraffe. Dit werk is te zien in de National Gallery of Art, Washington DC.
- Anderen zoals Francesco Botticini en Giorgio Vasari volgden dit voorbeeld.

Angelo Poliziano schreef dat hij erover verbaasd was dat de giraffe kleine hoorns had, iets wat hij nooit gelezen had bij Horatius, Heliodorus noch bij Lucius Cassius Dio.

## Tijdskader giraffen in Europa
Giraffen ervoor. Er zijn bronnen dat Frederik III van Sicilië een giraffe ontving van de sultan van Egypte (1261) in ruil voor een witte beer. Edelen in het koninkrijk Napels bezaten in de middeleeuwen ook giraffen doch deze hadden niet hetzelfde succes als de giraffe van De' Medici’s.
Giraffen erna. Het duurde tot 1827 eer Europeanen een levende giraffe te zien kregen. Mohammed Ali van Egypte stuurde er drie naar Europa. Een ging naar koning George IV van het Verenigd Koninkrijk, een naar keizer Frans II van Oostenrijk en een giraffe, later Zarafa genaamd, naar koning Karel X van Frankrijk.